# Swan N'Gapeth
Swan Ngapeth est un joueur français de volley-ball né le 9 janvier 1992. Il mesure 1,88 m et joue réceptionneur-attaquant.
Son père Éric N'Gapeth est ancien joueur international camerounais et français de volley-ball. Son frère aîné, Earvin Ngapeth, est également joueur de volley-ball.

## Clubs
| Club              | Pays   | De        | À         |
| ----------------- | ------ | --------- | --------- |
| Tours VB          | France | 2009-2010 | 2010-2011 |
| Beauvais OUC      | France | 2011-2012 | 2011-2012 |
| Stade poitevin    | France | 2012-2013 | 2014-2015 |
| Tourcoing LM      | France | 2015-2016 | 2015-2016 |
| Modène Volley     | Italie | 2016-2017 | 2017-2018 |
| Top Volley Latina | Italie | 2018-2019 | 2018-2019 |
| Callipo Sport     | Italie | 2019-2020 | 2019-2020 |
| Stade poitevin    | France | 2020-2021 | ...       |

## Palmarès
- Championnat de France (1)
  - Vainqueur : 2010
- Coupe de France (2)
  - Vainqueur : 2010, 2011
- Supercoupe d'Italie (1)
  - Vainqueur : 2016